# Паїсій Величковський
Паї́сій Величко́вський (справжнє ім'я: Петро Іванович Величковський; 21 грудня 1722, Полтава — 15 листопада 1794) — православний старець, аскет, святий; служіння відбувалося в Україні, на Афоні, у Молдові.

## Життєпис

### Родина, дитячі та юнацькі роки
Петро Іванович Величковський народився 1 січня 1723 року в Полтаві, в родині протопопа Успенського собору Івана Величковського.
Іван Величковський був шанованою у Полтаві людиною. Був поетом і написав декілька збірок «барокових фігурних віршів». Про нього згадує Самійло Величко в своєму літописі. Був прихильником гетьмана Самойловича і присвятив йому панегірик. Окрім написання власних творів, Іван Величковський також перекладав з іноземних мов, зокрема переклав твори англійського письменника Джона Оуена. Прадід Івана Величковського Симеон був знатним і заможним козаком а його син Лука став першим священником серед родини Величковських. Мати Ірина була онукою відомого і заможного Полтавського єврейського купця, якого звали Мандя, який разом зі своєю сім'єю хрестився у Полтаві. Хрещеним батьком Петра став старшина, майбутній Полтавський полковник Василь Кочубей. Коли Петру було чотири роки, помирає його батько, тоді старшим у родині стає брат Петра Іван Величковський, який також став настоятелем Успенського собору після свого батька.
Приблизно в той же час Петро починає старанно і з зацікавленням навчатися грамоти у свого брата Івана, починає самостійно читати Буквар, Часослов, Псалтир, книги Святого Письма, житія святих Єфрема і Дорофея, «Маргарит» Івана Золотоустого та інші книги, які були тоді в бібліотеці храму. Петро за свідченням сучасників, був дуже спокійною та мовчазною дитиною. Дуже часто траплялося, що навіть із матір'ю він перемовлявся всього декількома словами за цілий день. При цьому він завжди був усміхненою, щасливою і світлою дитиною. У 1735 році помирає брат Іван Величковський, який встиг пробути полтавським протопопом і настоятелем Успенського храму всього 5 років. Оскільки серед Величковських залишився лише тринадцятирічний Петро, його мати взяла від хрещеного, Полтавського полковника Василя Кочубея і полтавської старшини похвальні листи і разом з сином поїхала до Києва, щоб випросити в митрополита Рафаїла Заборовського грамоту для нього на полтавську протопопію, якою родина Величковських керувала ще з середини XVII ст., починаючи з Петрового прадіда. Петро виступив перед митрополитом із чудовим декламуванням віршів, тоді Рафаїл видав грамоту на протопопію. Єдиною вимогою митрополита було навчання в Києво-Могилянській академії, і в тому ж 1735 році Петро починає навчатися. В академії він потрапляє до гуртка, де все більше почав захоплюватись аскетизмом. В той момент для Петра вже були сформовані життєві принципи, за якими він проживе все своє життя: 1) Не суди свого ближнього, хоч би ти на власні очі бачив гріхи його. 2) Ні до кого не виявляй ненависті. 3) Цілим серцем прощай кривди.

### Становлення Паїсія Величковського
До 1738 року Петро навчався в Києві, повертаючись до Полтави лише на канікули, від 15 липня до 15 вересня. З 1738 року він відійшов від навчання, почав досліджувати київські монастирі і скити, спілкувався зі священиками і старцями. Зокрема з Молдавським митрополитом Антонієм Черновським, який тоді перебував у Києві і який багато в чому вплинув на світогляд Петра. В цьому році Петро не поїхав до Полтави на канікули а намагався вступити до Китаївського скиту під Києвом, але його не прийняли. Востаннє за своє життя Петро повернувся до Полтави на канікулах в 1739 році. В тому ж 1739 році він полишає академію, аргументуючи це тим, що: 1) Він хоче прийняти чернецтво. 2) Він не хоче навчатися світських наук, які не приносять душі жодної користі. 3) Він не сприймає осіб монашого сану, які отримавши академічну, світську освіту надають матеріальним благам більшої ваги, «зодягаються у дорогі одежі та славу, їздять прехорошими кіньми та в дорогих повозах». Після відрахування з Київської академії Петро дістався Чернігівщини і оселився в Любецькому монастирі, де став послушником. За короткий час перебування у монастирі він продовжував вивчати аскетизм і дотримуватися аскетичного способу життя. Але перебування в монастирі для Петра закінчилося не дуже добре. Петро посварився з новим ігуменом монастиря Германом, який під час сварки з ним «так сильно вдарив його по щоці, що він насилу вдержався на ногах, до того ж іще люто пхнув його так, що він упав через поріг його келії… А коли встав, то ігумен крикнув на нього: „геть іди, ти, ледарю!“.»
Залишатися в Любецькому монастирі Петро більше не міг, тому він втік до Чорнобиля. Там він разом з товаришами, які пішли з ним, зіштовхнувся з ворожістю від уніатів, які на чолі з Афанасієм Шептицьким тримали в страху всіх православних. Архієпископ Чернігівський Філарет, який досліджував ті події, так їх описував: «На православні монастирі нападали і вдень грабували й палили їх, монахів жорстоко мордували, часто вбивали насмерть… Селян по селах та міщан мордували нелюдськими катуваннями, щоб примусити стати уніатами». Зрештою Петру вдалося дістатися Ржищевського скиту, де він зустрів декількох монахів, які збиралися втікати до Молдавії, оскільки існувати і терпіти постійний жорсткий тиск від уніатів вони не могли. Петру вдалося їх вмовити взяти його з собою. По дорозі до Молдавії він зустрів старця Ісихія, який також був аскетом. Старцю вдалося справити велике враження на Петра і він просився до нього в учні. Ісихій привів його до Миколаївського Медведівського монастиря, недалеко від Чигирина, де він і залишився на деякий час. Тут Петро продовжив своє спокійне аскетичне життя і читання книг. А 6 серпня 1741 року ігумен Никифор постриг Петра в ченці під ім'ям Платон (за іншою інформацією Парфеній).
Певний час життя в монастирі було спокійним, але незабаром уніати дійшли і до Медведівського монастиря. Коли урядник зібрав разом усіх монахів і став вимагати від них перейти до унії, то не почувши згоди, він описав усе майно монастиря і запечатав його, а ключ забрав собі. Цілий місяць монастир простояв зачиненим, і монахи, розуміючи безвихідь, почали тікати до інших монастирів. Так само вчинив і Платон. Спочатку він пішов до Василькова а потім до Києва, де приєднався до братії Києво-Печерської лаври і працював у друкарні. В той час Платон зустрічає свого товариша з академії Олексія Фалевича, який збирався йти до Молдавії, і нагадав йому, що ще будучи студентами і членами гуртка вони пообіцяли не вступати до заможних монастирів через ризик спокуси. Платон прислухається до його слів і разом вони вирушають до Молдавії. У 1742 році він залишає Україну.

### Чернецтво в Молдавії і старецтво на Афоні
Дійшовши до Молдавії, Платон потрапляє до Тройстенського скиту, де зустрічає багато своїх земляків. Тут він знаходить спокій, веде аскетичний спосіб життя, вивчає богословську літературу. Але Платон пробув у Тройстенському скиті недовго. Скоро прийшов до Тройстен із Киркульського скиту схимонах Онуфрій, який зміг переконати Платона, що в їхньому скиті найбільше спокою, тиші і безмовності. Платон послухав Онуфрія і перейшов до Киркуля.
Платон прожив в Киркульському скиті чотири роки і за цей час добре вивчив румунську мову (її він називав молдавською), зустрівся з впливом афонського учення на місцеве, а також разом із іншими монахами-земляками поширював і українські духовні традиції. Платон вирішив, що тепер його шлях лежить на Афон — одине з найвизначніших місць світового православ'я. У 1746 році Платон разом із товаришем ієромонахом Трифоном вирушив на Афон.
Дійшовши важким шляхом до Афона, Платон з Трифоном прийшли до Пантократорового монастиря, де так само було багато українців. Через чотири дні Трифон помер від хвороби, яка перебігала з гарячкою. Переживши втрату товариша, Платон продовжує своє життя аскета, багато читає, молиться і тримає піст. Жив він відлюдькувато і шукав собі духовного наставника серед місцевих старців, але так і не знайшов нікого. Сам Платон про своє життя на Афоні в 1746-1749 роках згадував так: «Коли я прибув на Святу гору з моєї православної Батьківщини, я жив так убого, що не міг заплатити три гроші боргу братові… Тілом я був немічний, безсилий, тому міг існувати тільки на саму жебранину… І коли б святі отці слов'яни, що живуть на Святій горі, не допомагали мені, я жодним способом не міг би тут існувати… Багато разів і зимою ходив я босо і без сорочки, і так я жив чотири роки… Коли мені доводилось вертатися повозком з жебраниною від Лаври, чи від Хіландара до вбогої моєї келії, або принести з лісу дров, чи зробити якусь іншу тяжку працю, тоді я по два і по три дні лежав, як спаралізований». У 1750 році на Афон приїздив схимонах з Мерлопомен в Молдові Василій, який також був українцем. Платон дуже поважав Василія і називав його своїм духовним наставником. За проханнями Платона, Василій облік його в мантію і перейменував рясофорного Платона на мантійного старця Паїсія.
Через три місяці після висвячення в старці Паїсія, до нього прибув з Молдови молодий монах Вісаріон, який просив Паїсія стати його вчителем і наставником. Паїсій довго відмовлявся, але зрештою прийняв його. Так почала формуватися братія старця Паїсія, яка відіграла велику роль в поширенні його учення по всьому православному світу. До Паїсія почало приходити все більше людей, які хотіли приєднатися до нього, або ж просто за порадою. Паїсій ще понад чотири роки не приймав до себе в учні людей, але з часом, піддавшись на численні благання, почав приймати до себе монахів з випробуванням. Вже зимою 1757 року в братії Паїсія було 12 монахів, і через відсутність місця для розміщення всіх людей Паїсій отримує скит св. Костянтина з невеличкою церквою. Тут братія Паїсія плідно працювала, вдень займалася побутовими справами по покращенню життя в скиті, вночі працювали над перекладанням і переписуванням церковних текстів. Зокрема сам Паїсій багато працював, щоб перекладати на церковнослов'янську мову і покращувати вже наявні переклади. Через деякий час за клопотанням Паїсія братія перебирається в скит св. Пророка Іллі, де було підготовлено 15 келій для кожного. На той час Паїсій не планував приймати більше. Слава про монаха-аскета Паїсія вже розійшлася по всьому Афону і навколишніх територіях тому кількість охочих щораз більшала. Паїсію навіть випало бути духівником колишнього Константинопольського патріарха Серафима ІІ.
Минали роки, братія Паїсія налічувала до 50 монахів, з яких близько половини становили вихідці з українських земель. Тоді, на початку 1760-их років для братії за рішенням Священно-духовного всієї гори Собору був переданий монастир Симонопетра, де Паїсій став ігуменом. Коли він став ігуменом монастиря, він продовжив піклуватися про своїх земляків на Афоні, адже тоді між монахами були суперечки на національній основі. Паїсій, хоч і будучи далеким від мирського життя, пам'ятав хто він і звідки, і допомагав своїм землякам у всьому, чим тільки міг. Історик і дослідник життя Паїсія А. Яцимирський так про це пише: «Великою популярністю користується пам'ять о. Паїсія і на Афоні, а особливо в відновленому Іллінському скиті. Дуже можливо, що через давнішню ворожнечу афонських монахів різних націй, образ Паїсія в очах українських іконів Іллінського монастиря одержав національний характер. Тепер о. Паїсій вважається борцем за українських монахів проти грецьких вимог».
Вже 17 років Паїсій проживав на Афоні. Тут він багато працював і отримав славу старця, але він вирішив повернутися до Молдавії. Причин цьому було декілька: це і засилля турок, як економічне так і релігійне. Нестача вільного місця для нових членів братії. Протистояння з грецькими монахами, на яке не вистачало сили.

### Повернення до Молдавії і останні роки життя
У 1763 році Паїсій разом з братією, яка тоді налічувала щонайменше 60 чоловік, подалася до Галацу а звідти у Ясси, де їх прийняли митрополит Гавриїл і молдавський господар Григорій Каллімах, які виділили для них Святодухівський монастир у Драгомирні. В який Паїсій перебрався вже в 1764 році. Тоді до Паїсія приїжджає його товариш часів Київської академії ієромонах Олексій Филевич, який декілька місяців перебував у нього в гостях, Паїсій просив облікти його в схиму, що той і зробив. Тоді Паїсій став ієросхимонахом, але свого імені не змінив. У новому монастирі він взявся за впорядкування життя. Зокрема домігся створення двох хорів, один з яких співав молдавською а другий церковнослов'янською, що було великим досягненням того часу для тих земель. Також Паїсій створив свій власний устав, на основі устава Василія Великого а служби проводив за грецькими обрядами з Афону. Користуючись спокоєм, Паїсій відновив велику літературну діяльність. Але і тут спокійне життя довго не протрималося. В 1768 році почалася Російсько-турецька війна, а потім мор і голод. У 1774 році за Кучук-Кайнарджійським мирним договором Драгомирна відійшла до Австрії і залишатися під новою уніатською владою Паїсій не хотів, добре пам'ятаючи через що він покинув Україну. В 1775 році ігумен Секульського монастиря запросив Паїсія до себе, і він зі своєю братією, яка вже налічувала до 350 монахів, переселився до Секулу, де продовжив таке ж життя, як і в Драгомирні. Так минуло ще чотири роки а братія продовжувала рости, тому Паїсій звернувся до молдавського господаря Костянтина Мурузі з проханням про розширення монастиря. Господар вирішив виділити братії Нямецький монастир, який був у занедбаному стані. В Нямець Паїсій з братією прибув в 1779 році. Паїсія з братією відправили саме в цей монастир спеціально з надією, що йому вдасться його привести до ладу. Паїсій просив господаря дозволити повернутися до Секульського монастиря, але той не дозволив. В Нямецькому монастирі братія знову продовжила свою діяльність, тут їх кількість виросла до 400 чоловік. Йшли роки і монастир почав відроджуватися, сюди почали приходити люди, щоб послухати Паїсія, попросити поради або долучитися до братії. У 1790 році архієпископ Амбросій, який супроводжував російську армію у Молдавії, на декілька днів зупинився в Нямеці. Почувши про подвиги старця Паїсія, він висвятив його в архімандрити. Час ішов і важка праця, яка не припинялася ні на мить, далася в знаки. Паїсій втрачав здоров'я, все більше втрачав зір і ставав слабшим, але до самої смерті він не полишив літературної діяльності. На початку листопада 1794 року Паїсій захворів і лише через тиждень він зміг насилу встати і піти до церкви, але й тоді він не зміг після служби без допомоги повернутися до келії. Останні дні він писав вже лежачи в ліжку. Свою автобіографію «Повість про Святий Собор…» він так і не встиг закінчити. 15 листопада 1794 року Паїсій причастився і в той же день помер. Коли звістка про смерть Паїсія розійшлася по всьому краю, до Нямецького монастиря зійшлася дуже велика кількість людей, щоб попрощатися зі старцем. Хотів приїхати навіть єпископ Тумський Веніамін, але він не встиг на похорон. Поховали Паїсія в Вознесенському храмі Нямецького монастиря. На могильній плиті зробили два написи румунською і слов'янською мовою: «Тут спочиває блаженніший Отець Ієросхимонах і Архімандрит Старець Паїсій Малоросіянин, який з Афонської гори із 60 учнями прийшов до Молдавії і велику братію зібрав і все життя собою оповив, яке Господу віддав 1794 року листопада 15. В день благочестивого Михайла Суцула воєводи і Преосвященного Митрополита Іакова».

## Паїсій Величковський і Військо Запорозьке
Зв'язки Паїсія Величковського з Військом Запорозьким, зокрема його листування з кошовим отаманом Петром Калнишевським і генеральним писарем Іваном Глобою, є дуже цікавим фактом в його біографії. Сьогодні збереглося лише шість листів, які були написані в 1768—1772 рр. Ці листи, показують відносини Війська Запорозького з православним світом, свідчать про допомогу запорожців для монахів Молдавії і інших земель. Також листи розповідають про повсякденне життя братії Паїсія, і подорож її монахів на землі Війська Запорозького для збору пожертв. Попри свою цінність, ці листи дуже довго залишалися невідомими і сьогодні є малодосліджені. В архіві Коша листи Паїсія не були виділені в окремий матеріал і зберігалися в збірнику загальних справ за 1764—1774 рр. під назвою: «О приежаючихъ в Сечь Запорожскую с разных мнстрей и приходскихъ церквей за испрошешемъ отъ доброходателей милостинны. Зъ 1768 году заведено. № 283». Причиною незацікавлення до листів істориків також можна назвати підпис, адже Паїсій просто писав своє ім'я в кінці, не згадуючи прізвище.

## Літературна праця Паїсія Величковського
Паїсій Величковський належав до тих учених монахів які служили Богу також і книжною справою. Робота Паїсія, це переписування, перекладання і удосконалення вже існуючих перекладів на ново-церковнослов'янську мову. Для цього Паїсій вивчав грецьку і румунську і молдавську мови. За десятиліття праці, Паїсій залишив по собі понад 300 різних рукописних перекладів та виправлень, аскетичних та богословських творів. З роботою Паїсію допомагала його братія, для якої переписування рукописів було однією з головних занять. З готових перекладів братчики робили декілька списків, які учні Паїсія розносили по всіх православних землях. Правопис творів Паїсія — мішаний тогочасний напівуставний церковний правопис XVIII ст., який складався з церковнослов'янських, українських, болгарських і грецьких мовних елементів. В ньому також помітні і російські мовні елементи, як результат посилення політичного і інформаційного впливу Росії на землі східної Європи. Сотні праць Паїсія можна поділити на переклади, окремі твори, послання і полеміки. З них сьогодні досліджена і опублікована лише частина.
Староотцівські твори
- Переклади з грецької мови на ново-церковнослов'янську святоотцівських книг. Їх з доробку Паїсія найбільше. Повного списка книг, які переклав Паїсій сьогодні не існує
- Виправлення староотцівських книг, що були раніше перекладені з грецької мови  на церковнослов'янську. Ні  повний список цих книг, ані характер самих виправлень сьогодні невідомий.
- Збірники. Паїсій любив складати потрібні збірники з староотцівських творів. У Нямецькому монастирі збереглося  8 цінних збірників.

Окремі твори
- Автобіографія старця Паїсія. Початок написання незадовго до смерті в Нямецькому монастирі. Повна її назва: «Повість про Святий Собор превозлюбленихих у Господі отців і братів і чад моїх духовних, що зійшлися в ім'я Христове заради спасіння душіші до мене, недостойного, який Промислом Божим перебуваєає у цих святих і славних обителях: у святій і Чесногоикій обителі Вознесіння Господа і Спаса нашого братство Христа, званої Нямець, та у святій обителі». Автобіографія не дописана і обривається на перебуванні старця у монастирі Кярнул, приблизно в 1746 році. Оригіналу автобіографії нема, є тільки список, який зберігається в Петербурзькій Академії наук.
- «Спільножитний устав старця Паїсія» (зберігається в Петербурзькій публічній бібліотеці).
- «Глави об Умной молитві». Головний твір Паїсія, у 6 розділах, приблизно 1763 року. 1793 року Паїсій написав другу частину твору про «умну молитву» і подав 35 виписок із святоотцівських книг про неї.
- «Наука на постриженення в монаший чин».

Послання — твори старця Паїсія
- «Послання ієрею отцю Димитрію, 3 травня 1766 року — про монаше життя». Димитрій — друг Паїсія з молодечих літ у Полтаві.
- «Послання митрополитові Яському Гавриїлу 1778 року». Цей твір можна назвати  заповітом  Паїсія, кого вибирати провідником Секульського монастиря, і розповідь про те, що є основою монашого спасіння.
- Два послання до архимандрита Феодосія, — про якості ігумена монастиря.
- «Послання браттям, що позосталися в монастирі Драгомирні. Про чеснотне монаше життя».
- «Послання 30 червня 1767 року ієромонаху Софронію, — про велику чеснотність настоятеля монастиря» Софроній був настоятелем скита Рубай.
- «Послання 21 липня 1775 року до монастиря Сечериш. Про чеснотне монаше життя.»
- «Послання ченцям Нямецького і Секульського монастиря в Бухарест: монахи не їдять м'яса.»
- Послання старцю Афанасію на Афоні.  Старець Афанасій (приблизно в 1758—1763 роках) сильно обвинуватив старця Паїсія, що він не належно «спасається». Старець Паїсій відповів своїм Посланням в 14 розділів. Послання це дуже цінне для зрозуміння життя й ідеології Паїсія.

Полемічні твори
- «Про Хресне Знамення». Це Послання до старообрядців, оборона триперстя з богословського погляду.
- «Дух Святий походить тільки від Отця, а не від Отця і Сина». Про унію. Відповідь уніатському священникові Ірану, що просив у Паїсія цієї відповіді. Ієромонах Леонід указує, що у творі старця Паїсія помітно сильний вплив твору патріарха Фотія (написаний в 886 р.): «Послання патріярха Фотія до архієпископа Аквілейського про походження Святого Духа».

## Вшанування пам'яті
У Полтаві на честь Паїсія названа вулиця та встановлена меморіальна дошка на стіні Успенського собору. Іменем Паїсія назване духовне товариство, яке також розміщується в Полтаві.
15 листопада 2023 року у місті Полтава Митрополит Епіфаній освятив скульптуру Паїсія Величковського.